# Sarah Anne Curzon
Sarah Anne Curzon née Vincent en 1833, est une poétesse, journaliste, éditrice et dramaturge canadienne d'origine britannique et l'une des « premières militantes des droits des femmes et partisanes du féminisme libéral » au Canada. Elle est surtout connue pour son drame, Laura Secord : l'héroïne de 1812, « l'une des œuvres qui rend célèbre Laura Secord ».

## Biographie
Elle est née Sarah Anne Vincent à Birmingham, en Angleterre. Son père, George Philips Vincent, est un riche fabricant de verre et sa mère se nomme Mary Amelia Jackson. Enfant, elle est éduquée par des tuteurs, puis dans des écoles privées pour jeunes filles. Elle écrit des textes en prose et en vers pour des magazines anglais, notamment le London 's Leisure Hour.
Elle épouse Robert Curzon en 1858, et le couple émigre au Canada entre 1862 et 1864.
Sarah Anne Curzon est une féministe toute sa vie durant. Elle est membre fondatrice en novembre 1876 du Toronto Women's Literary Club, qui s'inspire du modèle de l'American Society for the Advancement of Women. Le club, dont Emily Stowe figure parmi les fondatrices, « se concentre sur la promotion des droits des femmes et de l'alphabétisation ». Également en 1876, Sarah Anne Curzon écrit ce qu'elle appelle « la première pièce féministe du Canada », le drame historique Laura Secord, mais elle ne peut le faire publier qu'en 1887.
Sarah Anne Curzon publie « des vers, des essais et de la fiction [dans] le Canadian Monthly, le Dominion Illustrated, Grip, The Week, Evangelical Churchman et le Canadian Magazine. Elle publie également des articles sur le vote des femmes dans des journaux britanniques et américains ».
Elle est « une pionnière dans l'éducation des lecteurs [...] sur le vote des femmes, l'égalité des droits de propriété entre hommes et femmes et l'accès à l'enseignement supérieur pour les femmes »,. Elle est membre fondatrice de la Toronto Suffrage Association et de la Dominion Women's Enfranchisement Association, qui lui succède et dont elle est la secrétaire archiviste. En 1881, elle devient rédactrice en chef adjointe du Canada Citizen, le premier journal prohibitionniste du Canada, où elle écrit une chronique régulière sur les questions féminines. Le Canada Citizen est le premier journal à consacrer sa une aux femmes, sur les questions du droit de vote des femmes et de leur accès aux études supérieures.
En 1882, Sarah Anne Curzon écrit un drame en vers non rimés, The Sweet Girl Graduate, qui « se moque de l'idée que les femmes ne seraient pas assez intelligentes pour étudier au niveau universitaire »,. Cette pièce en un acte est remarquée par John Wilson Bengough, rédacteur en chef du magazine satirique Grip, qui l'imprime dans sa première édition annuelle The Grip-Sack.
Il s'agit d'une femme qui se fait passer pour un homme pour faire des études supérieures et qui obtient son diplôme avec mention. Cela a peut-être inspiré la tentative d'Emma Stanton Mellish six mois plus tard, de s'inscrire au Trinity College sous un nom masculin. Cela a probablement contribué à la publication de l'arrêté provincial en conseil du 2 octobre 1884, qui admet les femmes au University College.
Sarah Anne Curzon apporte son soutien au Dr Emily Stowe pour fonder le Women's Medical College à Toronto (maintenant Women's College Hospital), qui ouvre ses portes en 1883,. Sarah Anne Curzon souffre de la maladie de Bright et, en 1884, elle est obligée de quitter son poste au Canada Citizen en raison de complications liées à cette maladie. En 1895, Sarah Anne Curzon cofonde la Women's Canadian Historical Society à Toronto avec la féministe Mary Anne Fitzgibbon, Lady Matilda Edgar et d'autres,. Sarah Anne Curzon est élue première présidente de l'association. Elle est également membre honoraire de la Lundy's Lane Historical Association, de la York Pioneer and Historical Society et de la Women's Art Association of Canada.
La fille de Sarah Anne Curzon est l'une des premières femmes à obtenir le baccalauréat de l'Université de Toronto.
La correspondance de Sarah Anne Curzon indique que son mari meurt en 1894. Elle-même meurt en 1898, à Toronto, de la maladie de Bright. Elle est enterrée au cimetière Mount Pleasant de Toronto,.

### Laura Secord

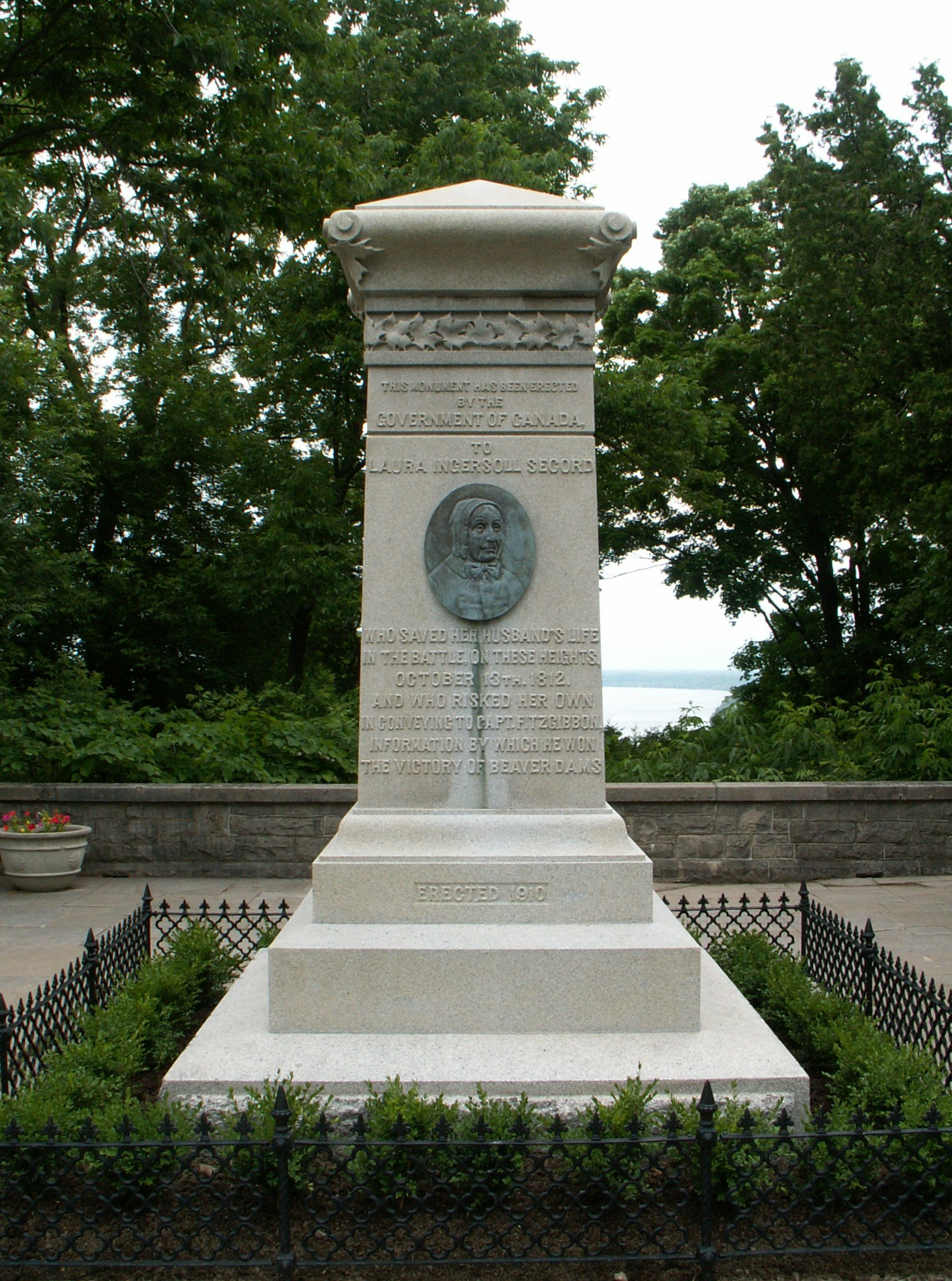
Monument de Laura Secord sur les hauteurs de Queenston. Photo de Dickbauch.

Le drame en vers de Sarah Anne Curzon, Laura Secord, l'héroïne de 1812, écrit en hommage à l'héroïsme de Laura Secord dans la guerre de 1812, est publié en 1887. Selon sa préface, la pièce est écrite pour faire reconnaître la contribution de Laura Secord à la victoire lors de la bataille de Beaver Dams : « pour sauver de l'oubli le nom d'une femme courageuse, et le remettre à sa place parmi les héros de l'histoire du Canada. » Cette préface fait également appel à une campagne de financement pour construire un monument à la mémoire de Laura Secord. C'est aussi une contribution au débat sur la pension des anciens combattants de cette guerre.
The week parle de Laura Secord comme « d'un poème dramatique d'une grande force » et salue « les recherches consciencieuses de Sarah Anne Curzon et ses efforts pour proposer à son public canadien une œuvre d'une valeur durable et tangible. » William Douw Lighthall salue Laura Secord comme « un livre authentique » et surnomme l'autrice « la poétesse loyaliste ». La pièce suscite un vif intérêt pour son sujet, provoquant « un déluge d'articles et de recherches sur Laura Secord qui ont agrémenté les histoires et les manuels scolaires canadiens au tournant du XXe siècle ».

## Publications
- (en) The Sweet Girl Graduate : A Drama in Three Acts, Toronto, C. Blackett Robinson, 1887 (1re éd. 1882, Grip-Sak) (OCLC 1048221350, lire en ligne)
- (en) Laura Secord, The Heroine of 1812 : A Drama, And Other Poems, Toronto, ON, C. Blackett Robinson, 1887 (lire en ligne)
- (en) Canada in Memoriam 1812-1814, Welland, ON, Telegraph Steam Printing House, 1891 (lire en ligne)
- (en) The Story of Laura Secord, 1813, Toronto, ON, Williamson, 1891 (lire en ligne)
- (en) Beverly Boutilier et Alison Prentice, Creating Historical Memory : English-Canadian Women and the Work of History, Welland, ON, Société historique de Lundy's Lane, 1898 (1re éd. 1887), 308 p. (lire en ligne), Laura Secord, l'héroïne de 1812 : un drame et d'autres poèmes
- (en) Curzon S.A., Women's Canadian Historical Society of Toronto, Lady Edgar, The battle of Queenston Heights, October 13th, 1812, Toronto ?, 1899 (ISBN 0-665-29313-5, lire en ligne), p. 5-12
- (en) 45 Poèmes, All Poetry (lire en ligne)